# Herbers
Herbers är en kommun i Spanien.   Den ligger i provinsen Província de Castelló och regionen Valencia, i den östra delen av landet, 300 km öster om huvudstaden Madrid. Arean är 27,1 kvadratkilometer. Herbés gränsar till Castell de Cabres och Morella. 
Terrängen i Herbés är lite kuperad.